# 수산화인회석
하이드록시아파타이트(영어: hydroxyapatite, HA) 또는 하이드록실아파타이트(영어: hydroxylapatite) 또는 수산화인회석(水酸化燐灰石)은 Ca5(PO4)3(OH)식을 가지는 자연에서 발생한 광물(mineral)이지만 결정 단위셀(crystal unit cell)이 두 개체(entities)로 이루어져 있다는 걸 표시하기 위해 대개 Ca10(PO4)6(OH)2로 쓴다. 하이드록시아파타이트는 복합적 아파타이트군의 내성분이다. OH- 이온은 플루오르화물, 염소화물 또는 탄산염으로 치환되어 플루오라파타이트 또는 클로라파타이드를 만들어낼 수 있다. 육방결정계(hexagonal crystal system)로 결정화한다. 순수한 하이드록시아파타이트 파우더는 흰색이다. 그러나 자연에서 발생한 아파타이트는 치아불소증(dental fluorosis)과 비교될 만큼 갈색, 노란색, 또는 초록색을 띠고 있을 수 있다.
골광질(bone mineral)은 부피로는 최대 50%, 무게로는 70%가 하이드록시아파타이트가 변형된 형태다. 탄산화된 칼슘이 빠진 하이드록시아파타이트는 치아 에나멜과 상아질을 이루는 주요물질이다. 하이드록시아파타이트는 뇌모래(corpora arenacea, brain sand)으로 알려진 솔방울샘(pineal gland) 등의 작은 석회화(calcification)에도 발견된다.

## 의학적 사용

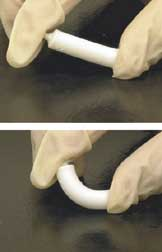
휘어지는 하이드로겔HA 복합물(hydrogel-HA composite)로 미네랄 대 유기물 기질 비율이 인간의 뼈의 비율의 근사치에 가깝다

하이드록시아파타이트는 몸 안에 있는 치아와 뼈에서 발견된다. 따라서 절단된 뼈를 대신하기 위한 필러나 인공임플란트 쪽으로 뼈의 내성장(ingrowth)를 촉진하기 위한 코팅제로 흔히 사용된다.
골반 대체제(hip replacement), 치아 임플란트(dental implant) 및 골전도임플란트(bone conduction implant)와 같은 많은 현대 이식재(implant)들은 하이드록시아파타이트로 코팅되어 있다. 이는 골유착(osseointegration)을 높여준다고 주장되었다 다공성 하이드록시아파타이트 이식재(porous hydroxyapatite implant)는 가까운 뼈에 약을 전달하기 위해 사용된다. 또한 치아 에나멜의 초기 병변(lesion)을 손보기 위해서도 쓰이고 있다.

### 병리학
관절 주위의 힘줄에 침착된 하이드록시 아파타이트는 석회화 건염(calcific tendinitis)을 일으킨다.